# Álvaro Guerrero (actor)
Álvaro Guerrero (Ciudad de México, 28 de mayo de 1957)  es un actor mexicano de cine, teatro, radio y televisión que ha trabajado en diversas telenovelas y películas mexicanas. Es padre de la actriz y cantante María José Guerrero.

## Biografía y carrera artística
Originario de la colonia Mártires de Río Blanco (un barrio popular de la Ciudad de México) de la delegación Gustavo A. Madero, según sus propios relatos, su primer acercamiento en la actuación fue en una obra de teatro de una parroquia a la edad de 6 años, donde interpretó a un niño pobre. Ya en su etapa estudiantil en la Preparatoria 9 eligió el taller de cine por estar cerca de sus amigos, pero empezó en las actividades técnicas donde por azares del destino un actor no va y le toca participar como actor, una vez en la universidad, cuando ya estudiaba psicología (carrera que no concluyó) en la FES Zaragoza acompañó a uno de sus amigos para hacer un examen de admisión en el Centro Universitario de Teatro, a lo que el joven Álvaro también se anima a hacer su examen de admisión y desde entonces empieza su carrera como actor, aún con el poco respaldo de sus padres.
Su carrera se ha conocido por trabajar como "Álvaro Fernández" en Capadocia, "Leandro" en Montecristo, "Casimiro Agüero del Toro" en La mujer de Judas y "Melchor Coronel" en Caminos de Guanajuato.
En el 2000 interpretó a Daniel en la película Amores perros (nominada al Óscar a mejor película extranjera) de Alejandro González Iñárritu junto a la actriz española Goya Toledo, que hasta la fecha ha sido una de sus participaciones más importantes en el cine mexicano.

## Cine
| Año  | Película                              | Papel                                       |
| ---- | ------------------------------------- | ------------------------------------------- |
| 1991 | Intimidades en un cuarto de baño      | Roberto                                     |
| 1992 | Cruz de olvido                        | Roberto                                     |
| 1993 | La vida conyugal                      | Manuel de Gracia                            |
| 1994 | Cerca del cielo                       | Aarón Castillo                              |
| 1994 | Una buena forma de morir              |                                             |
| 1995 | Lucas                                 |                                             |
| 1996 | El anzuelo                            | Alfonso                                     |
| 1997 | De noche vienes, Esmeralda            | Carlos, sixth groom                         |
| 1997 | Nic Habana                            | Daniel                                      |
| 1998 | La otra conquista                     | Rolando                                     |
| 2000 | En el país de no pasa nada            | Pedro                                       |
| 2000 | Amores perros                         | Daniel                                      |
| 2001 | Otilia                                | Isidro / Esposo de Otilia / Jefe de policía |
| 2004 | Conejo de la luna                     | Nicolás López                               |
| 2008 | High school musical: El desafío       | Director                                    |
| 2009 | Amar                                  | Padre de Martha                             |
| 2010 | Te extraño                            | Arturo                                      |
| 2011 | La última muerte                      | Jaime Alexanderson                          |
| 2011 | Aquí entre nos                        | Toño                                        |
| 2014 | Eddie Reynolds y Los Ángeles de Acero | Ulises                                      |
| 2016 | CineBasura. La peli                   | Borracho filosófico 1                       |
| 2016 | Que Pena Tu Vida                      | Comisario Rafael Pérez                      |
| 2018 | El Día de la Unión                    | Félix                                       |
| 2020 | El baile de los 41                    | Felipe                                      |
| 2021 | La civil                              | Gustavo                                     |

## Televisión
| Año       | Título                      | Papel                                      |
| --------- | --------------------------- | ------------------------------------------ |
| 1989      | Morir para vivir            |                                            |
| 1998      | Tentaciones                 | Bruno                                      |
| 1998      | Demasiado corazón           | "Señor de los cielos"                      |
| 1999      | Cuentos para solitarios     | Nicolás                                    |
| 1999      | La vida en el espejo        | Ernesto Giraldo                            |
| 2000      | Todo por amor               | Enrique García                             |
| 2001      | Lo que callamos las mujeres | Javier en "Hasta que la muerte nos separe" |
| 2003      | Ladrona de corazones        | José Salvador "Chepe" Martínez             |
| 2004      | Gitanas                     | Santiago                                   |
| 2005      | Los Plateados               | Aurelio Villegas                           |
| 2005      | Amor en custodia            | Francesco Fosco                            |
| 2006-2007 | Montecristo                 | Leandro                                    |
| 2008      | Contrato de amor            | Fernando                                   |
| 2010      | Entre el amor y el deseo    | Fernando                                   |
| 2010      | Capadocia                   | Álvaro Fernández del Real                  |
| 2012      | La mujer de Judas           | Casimiro Agüero del Toro                   |
| 2013      | Destino                     | Venustiano Cabrales                        |
| 2015      | Caminos de Guanajuato       | Melchor Coronel                            |
| 2017      | La fiscal de hierro         | Humberto Zúñiga                            |
| 2017      | Ingobernable                | José Barquet                               |
| 2018-2021 | Falsa identidad             | Ignacio Salas                              |
| 2022      | Esta historia me suena      | Pepe                                       |
| 2024      | La Máquina                  | Gato Osuna Viejo                           |
| 2025      | 90 Minutos                  |                                            |

## Teatro
- La enfermedad de la juventud

## Premios y nominaciones

### Premios Cartelera
| Año  | Categoría   | Obra                   | Resultado |
| ---- | ----------- | ---------------------- | --------- |
| 2017 | Mejor actor | La guerra en la niebla | Nominado  |